# Herència biològica
|  | Aquest article tracta sobre l'herència biològica. Vegeu-ne altres significats a «Herència genètica». |

L'herència biològica és el procés pel qual la prole d'una cèl·lula o organisme adquireix, o està predisposada a adquirir, les característiques de les seves cèl·lules o organismes progenitors. A través de l'herència, les variacions adquirides es poden anar acumulant.

## Els caràcters biològics
Tots els individus que es poden reproduir entre ells, donant lloc a individus que també són fèrtils, es diu que són de la mateixa espècie, però cal destacar que aquests són diferents entre ells. Aquesta diferència és a causa que per cada caràcter biològic que té l'espècie, hi ha diferents manifestacions (diferències).
Els caràcters biològics són heretables quan poden passar de pares a fills.
Hi ha dos tipus de caràcters segons la seva manifestació:
- Caràcters qualitatius: són aquells que es manifesten per mitjà de diversos trets clarament diferenciats. Exemples:
  - Caràcter del sexe
  - Caràcter del grup sanguini
  - Capacitat de doblegament de la llengua
- 2-Caràcter quantitatius: són aquells que es manifesten amb un sol tipus de tret, però que pot presentar diversos valors. Exemples:
  - L'alçada
  - Pes.
  - Color de la pell

## Llei de la uniformitat
Defineix que si s'uneixen dues races pures, els descendents són uniformes, ja sigui mostrant una de les característiques o una característica intermedi.

## Llei de la segregació
Defineix que els factors hereditaris que informen sobre un mateix caràcter se separen i s'escampen entre les cèl·lules sexuals i després mitjançant la fecundació s'uneixen a l'atzar per donar lloc a la informació biològica dels descendents.
Procés
Mendel va plantar pèsols de color groc fills (F1) I pèsols pares (P) del mateix color. Va esperar que les plantes cresquessin i que tinguessin flor. Va deixar que entre les flors hi hagués autofecundació i en arribar l'estiu va obrir els pèsols i va comprovar que hi havia pèsols de color groc i de color verd. Cal esmentar que hi havia una gran quantitat de pèsols grocs comparats amb els pèsols verds.

## Conclusions que va assolir Mendel
- 1r A l'interior de les cèl·lules sexuals(masculines i femenines), es troben les caracteritzables de les plantes.
- 2n En ser grocs els pèsols de la generació F1, les seves cèl·lules tenen informació de com produir aquest color.
- 3r Ja que la generació F1 ha produït pèsols verds, la generació F2 també ha de contenir el factor hereditari del color verd encara que no el manifesti (recessiu).
- 4t Si les cèl·lules contenen informació sobre els dos colors, això vol dir que com a mínim la informació es troba duplicada.
- 5è Com que la generació de pèsols F1 conte informació dels dos colors però tots són grocs, el color groc és el factor hereditari dominant i el verd és el recessiu.
- 6è Els pèsols grocs (F1) obtinguts en creuar dues races pures són heterozigots, no homozigots.
- 7è Les cèl·lules sexuals que només devien contenir un factor hereditari, ja que després quan es tornen a unir, tornen a tenir dos factors hereditaris per a cada caràcter (cèl·lules somàtiques)

## Llei de la independència
Definei que els factors hereditaris no antagònics, s'hereten independentment uns dels altres